# Đừng Đốt
Đừng Đốt é um filme de drama vietnamita de 2009 dirigido e escrito por Đặng Nhật Minh. Foi selecionado como representante do Vietnã à edição do Oscar 2010, organizada pela Academia de Artes e Ciências Cinematográficas.

## Elenco
- Minh Huong